# Серебряные рубашки
Серебряный легион Америки (также известна как Серебряные рубашки) — американская фашистская организация, основанная Уильямом Дадли Пелли 30 января 1933 года. Штаб-квартира организации располагалась в Ашвилле (Северная Каролина).

## Американские Серебряные рубашки
Эмблемой «Серебряного легиона» была алая буква «L». Это обозначало лояльность к американской республике, свободу от материализма и, конечно, сам «Серебряный легион».
Униформа участников Серебряных рубашек включала кепи, идентичные тем, что носили немецкие штурмовики, синие вельветовые брюки, гетры, галстук, и серебряную рубашку с красной «L» на сердце.
К 1934 году организация имела около 15000 членов. Большинство из них было «низшим классом». Сила движения сократилась после 1934 года. Четыре года спустя, количество членов упало до 5000. В 1941 году японское нападение на Перл-Харбор и последующее объявление Германией и Италией войны США привели к непосредственному краху Серебряных рубашек.